# Luz de agosto
Luz de agosto (título original Light in August) es una novela escrita por el novelista estadounidense William Faulkner en 1932. Junto con “Absalom, absalom”, “El ruido y la furia” y “Mientras agonizo” conforman las cuatro novelas más importantes de Faulkner en su primer periodo que va desde 1926 hasta 1933.

## Sinopsis
La novela tiene dos hilos conductores. El primero es la historia de la persecución que emprende Lena Grove del hombre que la dejó embarazada, a quien ella llama Lucas Burch. La historia externa nos presenta el periodo de tres semanas que permanece Lena en Yoknapatawpha County. La novela se cierra con la misma Lena después de dar a luz reemprendiendo su búsqueda, la que de este modo asume un aliento mítico. La segunda es la historia de la atormentada existencia de Joe Christmas, un hombre mitad blanco mitad negro que emprende una desordenada "epopeya", en la que termina ajusticiado (linchado por asesinar a Joana Burden, una mujer blanca antiesclavista de la que era amante) en un "Deep South", heredero de la tradición esclavista y segregacionista que es incapaz de asumir a un personaje mulato como Christmas (a lo que hay que añadir que el propio Christmas es un outsider dentro de esta sociedad tradicionalista, en la que casi busca la autocondenación). Lucas Burch, que se hace llamar Joe Brown, es el acusador de Joe Christmas, quien no queda claro en verdad de si se trata del verdadero asesino de Joana Burden. Joe Christmas muere asesinado por un racista, ultranacionalista llamado Percy Grimm, en un acto de "justicia".

## Análisis
La estructura narrativa de la novela se aleja de los experimentos espacio-temporales de algunas de las primeras novelas de Faulkner. Desde este punto de vista, si quisiéramos hacer una comparación, Luz de agosto se acerca más estructuralmente a Absalom, Absalom que a El ruido y la furia y a Mientras agonizo.
Deben notarse dos cosas, la primera es la circunscripción temporal a agosto (verano en el hemisferio boreal). Lo que nos lleva a una expresión de Faulkner al respecto en la que señalaba como que hay como un ambiente pagano, clásico, caluroso, vegetativo, fértil en la novela. Coincidentemente Elizabeth Kerr ha subtítulado su análisis de esta novela como "Diana en el Dixie". Además este hecho remarca que el hilo central de la trama se lleva a cabo en agosto (aunque los temas de la novela nos llevara en el tiempo hasta la infancia de Christmas y a la lejana guerra civil, mediante los discursos afiebrados del reverendo Hightower).
La segunda observación es que como se ha notado las dos interpretaciones del título aluden de algún modo a Lena Grove. Se ha destacado este hecho en la crítica en la que se señala que la novela comienza y se cierra con Lena Grove en su mítica búsqueda. Dentro de una novela llena de horrores góticos, ella parece ser la única marca de claridad y su alumbramiento marcaría el triunfo de las fuerzas de la luz (¿clásicas, paganas?) en un mundo dominado por la violencia y la oscuridad góticas (oscurantismo y puritanismo). Su epopeya ingenua y victoriosa se contrapone a la frustrada y violenta de Christmas. El nacimiento del hijo de Lena Grove contrasta y convive con la muerte de Joana Burden y de Joe Christmas en un mismo universo narrativo.
- Datos: Q1823273